# 真室川公園
真室川公園（まむろがわこうえん）は、山形県最上郡真室川町にある公園。

## 概要
真室川町の街中に位置する。児童向け公園、梅林園、自然林地の3つのコースから形成されている。
春には桜と梅の花が咲き、桜の花と梅の花が同時期に開くのは全国的にも珍しいとされる。園内の梅の植栽数は約450本に上る。

## アクセス
- JR奥羽本線・真室川駅から徒歩10分[2]

## 周辺
- 秋山公園
- 国営秋山スキー場